# Басерак
Басерак (исп. Bacerac) — посёлок в Мексике, штат Сонора, входит в состав одноимённого муниципалитета и является его административным центром. Численность населения, по данным переписи 2020 года, составила 1019 человек.

## Общие сведения
Название Bacerac с языка индейцев опата можно перевести как — место, где видна вода.
Поселение было основано в 1645 году миссионерами-иезуитами во главе с Кристобалем Гарсией, как миссия Санта-Мария-Басерак для евангелизации местного населения.